# Sychrov
Sychrov è un comune della Repubblica Ceca facente parte del distretto di Liberec, nella regione omonima.

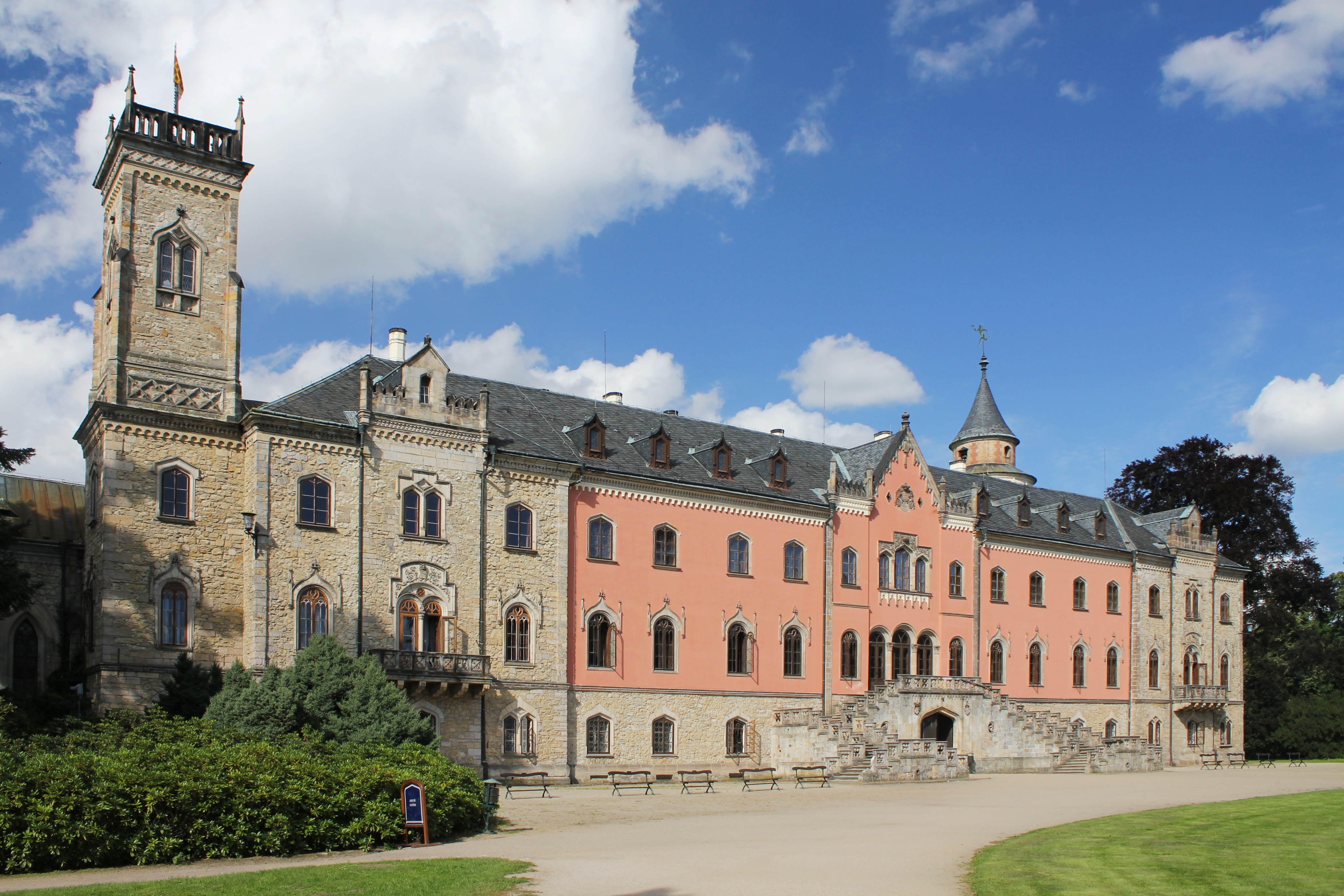
Facciata del castello

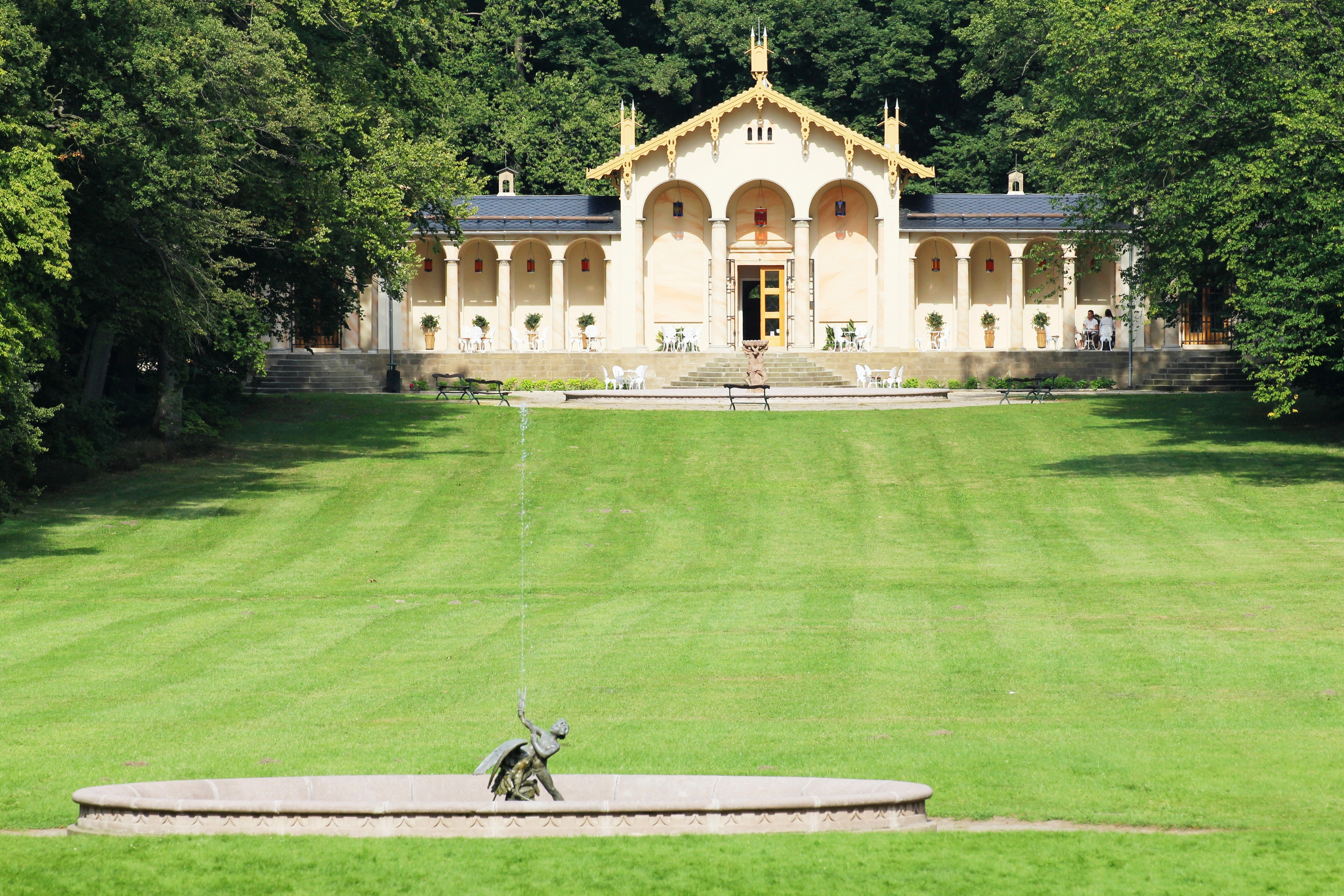
L'orangerie nel parco del castello di Sychrov

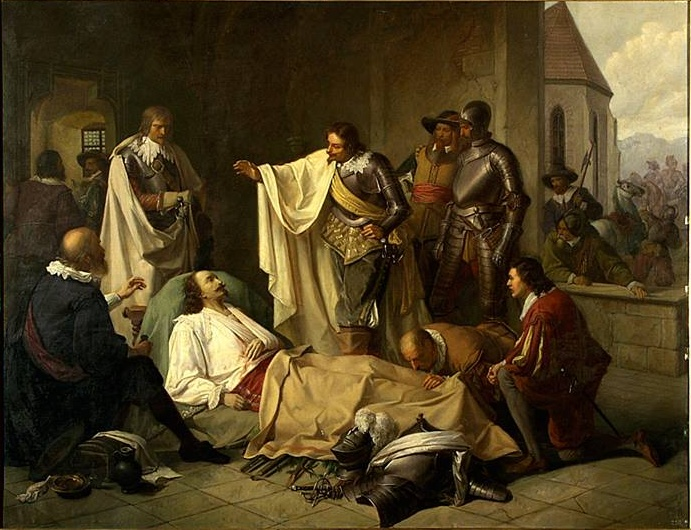
Bernardo di Sassonia-Weimar visita Enrico II di Rohan dopo la battaglia di Rheinfelden: dipinto di Karel Javůrek conservato nel castello

## Il castello
Il castello di Sychrov è un complesso neogotico edificato dalla famiglia francese dei Rohan negli anni 1822-1862, quando i Rohan stessi, esiliati dalla Francia durante la Rivoluzione, acquistarono i terreni e un piccolo castello barocco che già sorgeva in quel luogo.
Gli interni, arredati secondo il gusto romantico dell'epoca, custodiscono importanti collezioni d'arte dei Rohan, con ritratti di sovrani dell'Europa Occidentale, una galleria di ritratti della casata di Rohan, opere d'arte e manufatti artigianali di provenienza francese, tedesca e austriaca.
L'ampio parco all'inglese racchiude edifici di gusto romantico, con finte rovine e castelletti neomedievali.
Il compositore ceco Antonín Dvořák visitò più volte il castello.
Il monumento venne nazionalizzato nel 1945 con i Decreti Beneš.